# 公共核心助推器
公共核心助推器（Common Core Booster，CCB）是宇宙神五号第一级的一个模块。为了提高火箭的有效负荷，其第一级使用了三个CCB。CCB采用俄罗斯的煤油液氧发动机RD-180，推力可达4.15 MN。